# Leo Peeters
Leo Albert Elisabeth Peeters (Kapelle-op-den-Bos, 2 mei 1950) is een Belgische politicus voor Vooruit.

## Levensloop
Peeters is van opleiding licentiaat politieke en sociale wetenschappen aan de Rijksuniversiteit Gent en was van 1972 tot 1976 assistent aan de faculteit rechtsgeleerdheid aan de Universiteit van Gent. In de periode 1977-1988 werkte hij als kabinetsmedewerker, eerst voor federaal staatssecretaris voor Sociale Zaken en later minister van Tewerkstelling en Arbeid Roger De Wulf, en staatssecretaris voor Brussel Lydia De Pauw.
Peeters was van januari 1989 tot juni 1995 voor de toenmalige SP lid van de Kamer van volksvertegenwoordigers, als gekozene voor de kieskring Brussel-Halle-Vilvoorde. In de periode januari 1989-mei 1995 had hij als gevolg van het toen bestaande dubbelmandaat ook zitting in de Vlaamse Raad. De Vlaamse Raad was vanaf 21 oktober 1980 de opvolger van de Cultuurraad voor de Nederlandse Cultuurgemeenschap, die op 7 december 1971 werd geïnstalleerd, en was de voorloper van het huidige Vlaams Parlement.  
In 1977 werd hij eveneens verkozen tot gemeenteraadslid van Kapelle-op-den-Bos, waar hij van 1977 tot 1983 en vanaf 1995 burgemeester was.
Peeters volgde in januari 1995 Leona Detiège op als Vlaams minister van Tewerkstelling en Sociale Aangelegenheden en werd na de installatie van de regering-Van den Brande II in juli datzelfde jaar Vlaams minister van Binnenlandse Aangelegenheden, Stedelijk Beleid en Huisvesting. In die hoedanigheid stuurde hij de bij de Franstaligen omstreden Omzendbrief-Peeters over het taalgebruik in gemeentebesturen in Vlaanderen, waarmee de faciliteiten in de zes gemeenten in de Vlaamse Rand restrictiever werden toegepast teneinde het Vlaamse karakter van deze gemeenten te verhogen. Zo werden Franstaligen die in deze gemeenten Franstalige documenten wensten te ontvangen, verplicht om daarvoor telkens opnieuw een aanvraag in te dienen. Ook na zijn ministerschap bleef deze omzendbrief bepalend voor het beleid van de Vlaamse overheid in de Vlaamse Rand. 
Na de tweede rechtstreekse Vlaamse verkiezingen van 13 juni 1999, waarbij Peeters verkozen werd in het Vlaams Parlement, werd zijn ministerschap niet verlengd en werd hij opnieuw voltijds burgemeester van Kapelle-op-den-Bos en ook Vlaams volksvertegenwoordiger voor de kieskring Halle-Vilvoorde. Eind 2003 werd hij getroffen door een zware hartaanval, waardoor hij een hartoperatie moest ondergaan en het een tijdlang rustiger aan moest doen. Om deze reden stopte hij in juni 2004 als Vlaams Parlementslid.
In 2004 kwam hij opnieuw in de nationale belangstelling als woordvoerder voor de burgemeesters uit de Vlaamse Rand die de splitsing van het kiesarrondissement Brussel-Halle-Vilvoorde eisen.
Namens "de burgemeesters" ontving hij in 2005 de Orde van de Vlaamse Leeuw. Op 20 juli 2011 kondigde hij om gezondheidsredenen zijn ontslag als burgemeester van Kapelle-op-den-Bos en zijn vertrek uit de gemeentepolitiek aan. Hij werd als burgemeester opgevolgd door Else De Wachter.
Bij de lokale verkiezingen van oktober 2024 kwam hij in Kapelle-op-den-Bos op als lijstduwer op de lijst ProKA-Vooruit, een lijst van socialisten, liberalen en onafhankelijken. Peeters werd verkozen, maar besloot niet te zetelen.